# 선형탄성
선형탄성(線形彈性, linear elasticity)은 변형에 대한 탄성계의 반응이 선형적인 경우를 말하며, 이런 탄성계를 연구하는 학문 분야이다. 변형도가 커지면 비선형이 되어 선형탄성 이론으로는 다룰 수 없다. 고체 물체가 규정된 하중 조건에 의해 어떻게 변형되고 내부 응력을 받는지를 보여주는 수학적 모델이다. 이는 보다 일반적인 비선형 탄성 이론을 단순화한 것이며, 연속체 역학의 한 분야이다.
선형 탄성의 기본 가정은 미소 변형률(즉, "작은" 변형)과 응력 및 변형률 성분 간의 선형 관계이다. 따라서 이름에 "선형"이라는 단어가 붙었다. 선형 탄성은 항복을 발생시키지 않는 응력 상태에서만 유효하다. 이러한 가정은 많은 엔지니어링 재료 및 엔지니어링 설계 시나리오에 적합하다. 따라서 선형 탄성은 구조 해석 및 엔지니어링 설계에 널리 사용되며, 종종 유한요소법을 활용한다.

## 같이 보기
- 카스틸리아노의 정리
- 탄성
- 훅의 법칙
- 소성 (물리학)
- 변형력